# Saint-Laurent-les-Tours
 Saint-Laurent-les-Tours  (en occitano Sent Laurenç) es una población y comuna francesa, situada en la región de Mediodía-Pirineos, departamento de Lot, en el distrito de Figeac y cantón de Saint-Céré.

## Demografía
| 353 | 394 | 531 | 747 | 835 | 900 |
| Para los censos de 1962 a 1999 la población legal corresponde a la población sin duplicidades (Fuente: INSEE [Consultar]) |     |     |     |     |     |